# Старый Савский мост
Старый Савский мост (серб. Стари савски мост) — автодорожный мост через Саву в общине Нови Белград в Белграде, Сербия. С 2024 года начался демонтаж моста.

## История
Старый мост через Саву был построен в 1942 году немцами, заменив собой повреждённый при бомбардировке Белграда в апреле 1941 года мост Александра I. В ходе Белградской наступательной операции при освобождении Белграда в октябре 1944 года мост был спасён двенадцатью советскими автоматчиками 211-го гвардейского стрелкового полка 73-й гвардейской стрелковой дивизии 57-й армии 3-го Украинского фронта под командованием гвардии майора Николая Ткаченко, которые  ворвались на мост и захватили его. С помощью сербского учителя Миладина Зарича, видевшего минирование моста немцами, бойцы обезвредили заряды взрывчатки, а затем около 3 часов до подхода подкрепления отбивали атаки противника, пытавшегося ворваться на мост и уничтожить его. Мост был удержан, майору Н. Ткаченко за этот подвиг было присвоено звание Героя Советского Союза.
После войны мост получил неофициальное название немецкий мост. В 1984 году по нему пустили трамвай, соединивший старый город с Блоком 45 в общине Нови Белград. При закрытии моста на реконструкцию проходившие через него трамвайные маршруты № 7 и 9 были перенаправлены через мост над Адой.
Реконструкция моста, начавшаяся 13 октября 2007 года, завершилась 31 марта 2008 года и мост был открыт для движения. По оценкам, проведённым перед работами, пропускная ёмкость моста должна была достичь 30 тыс. автомобилей в час.

## Галерея

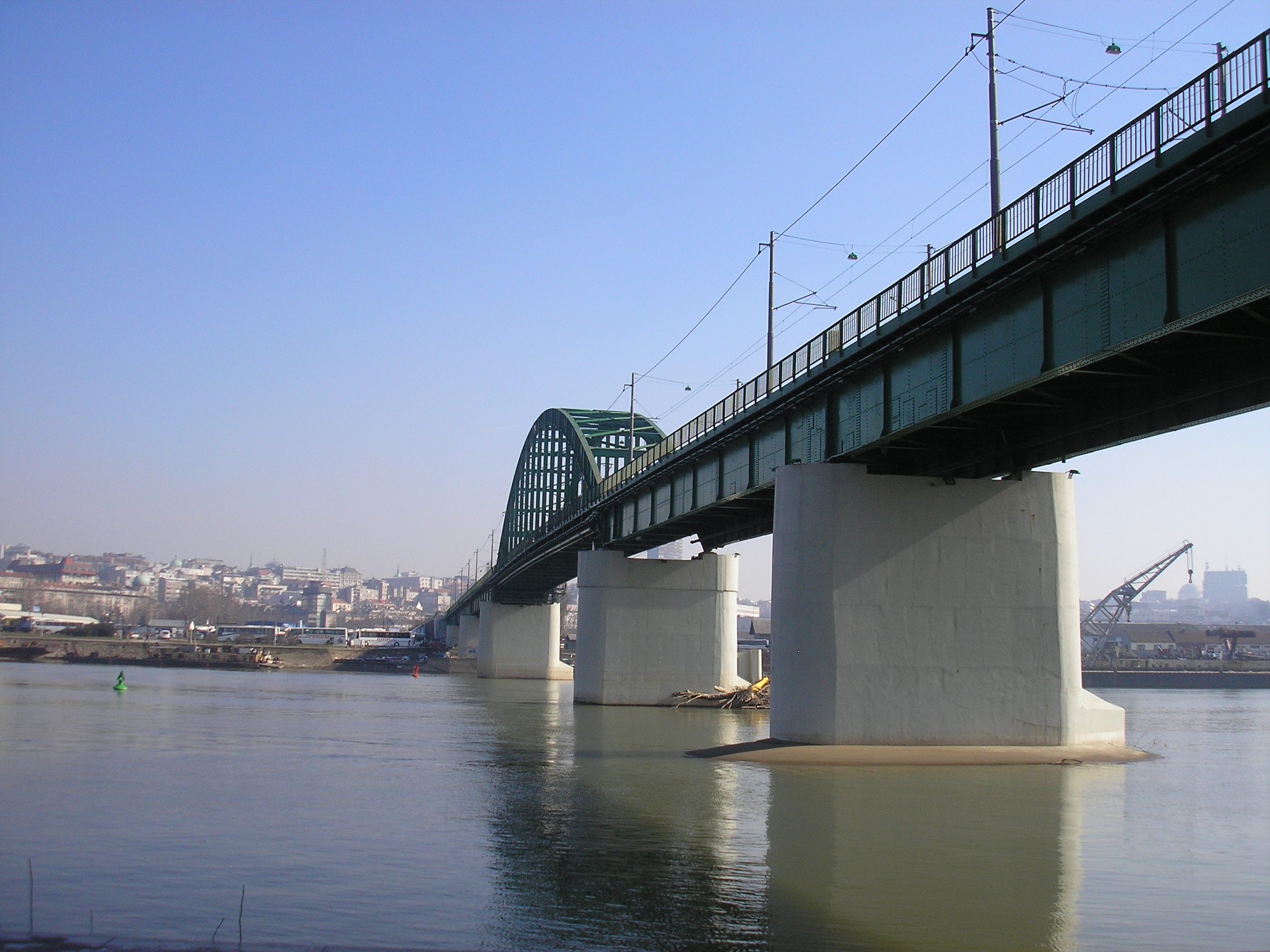
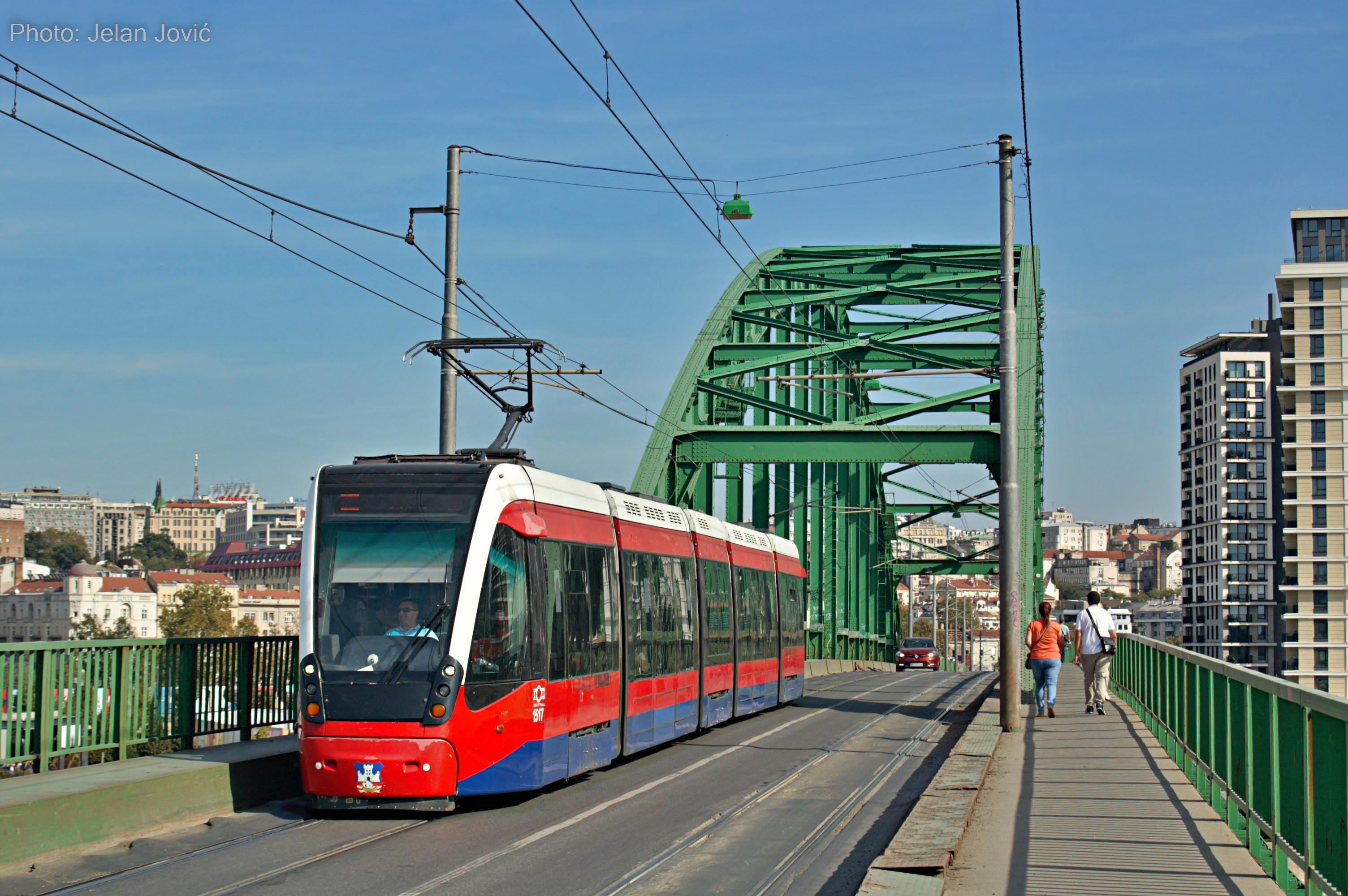
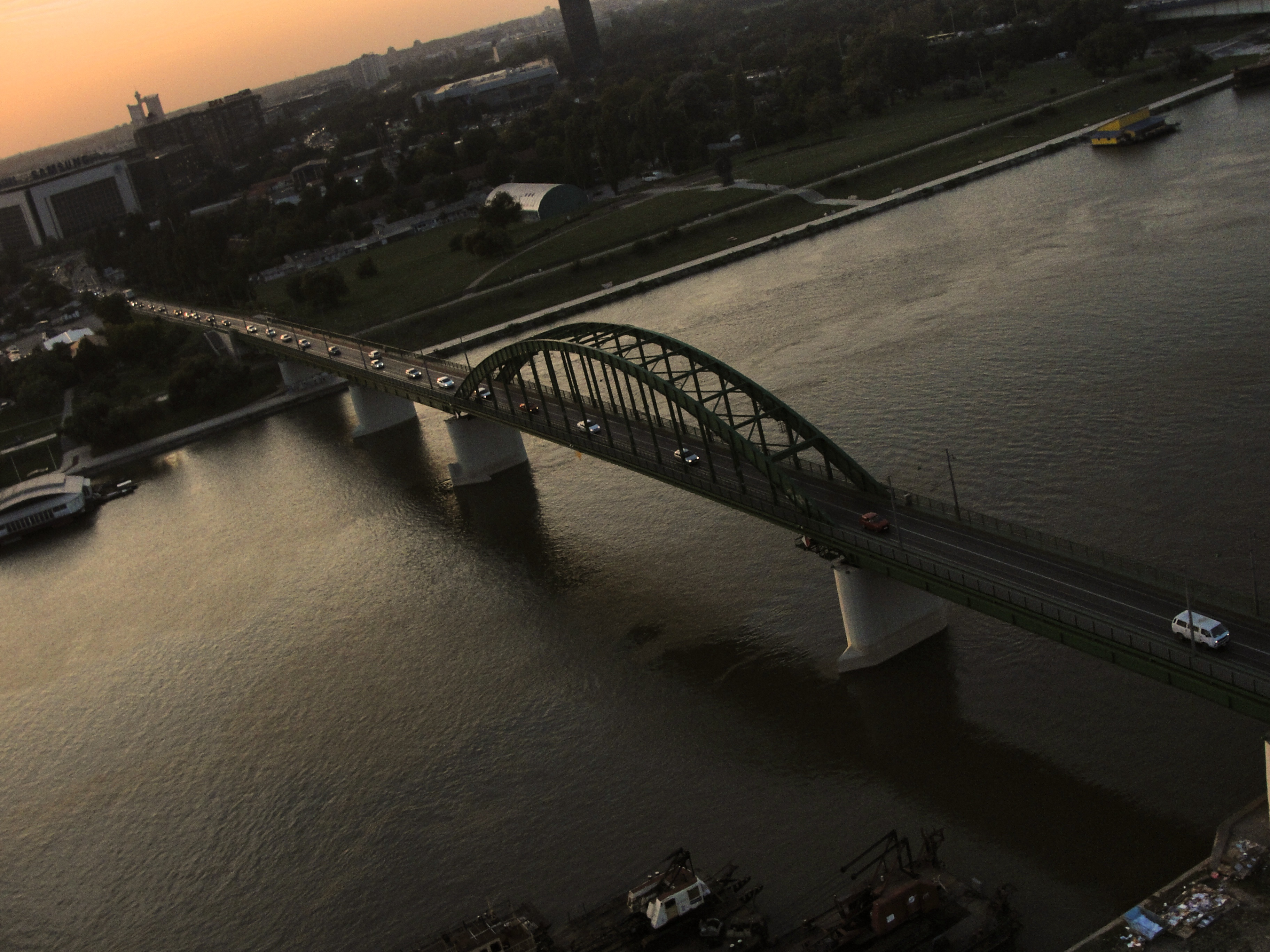
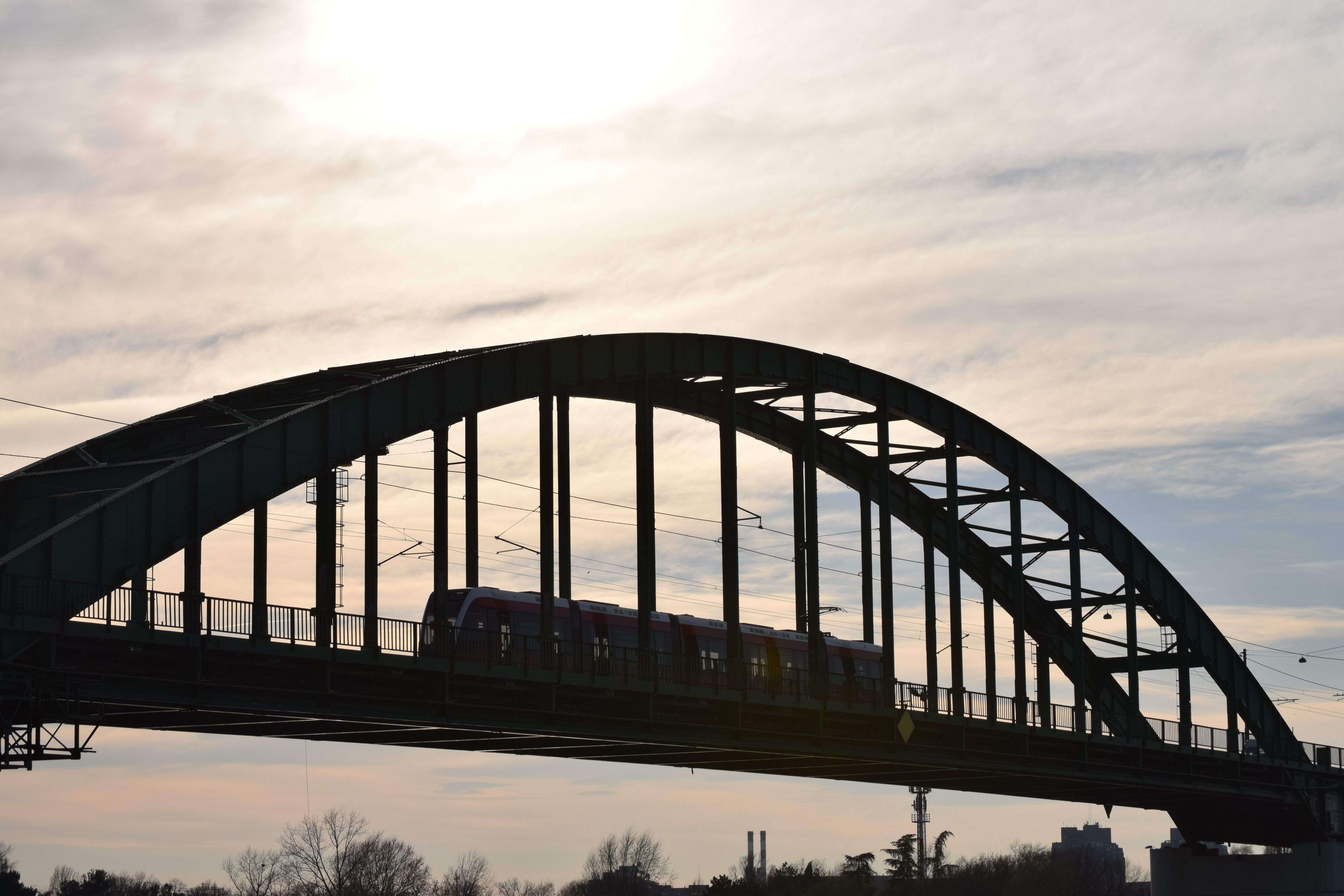
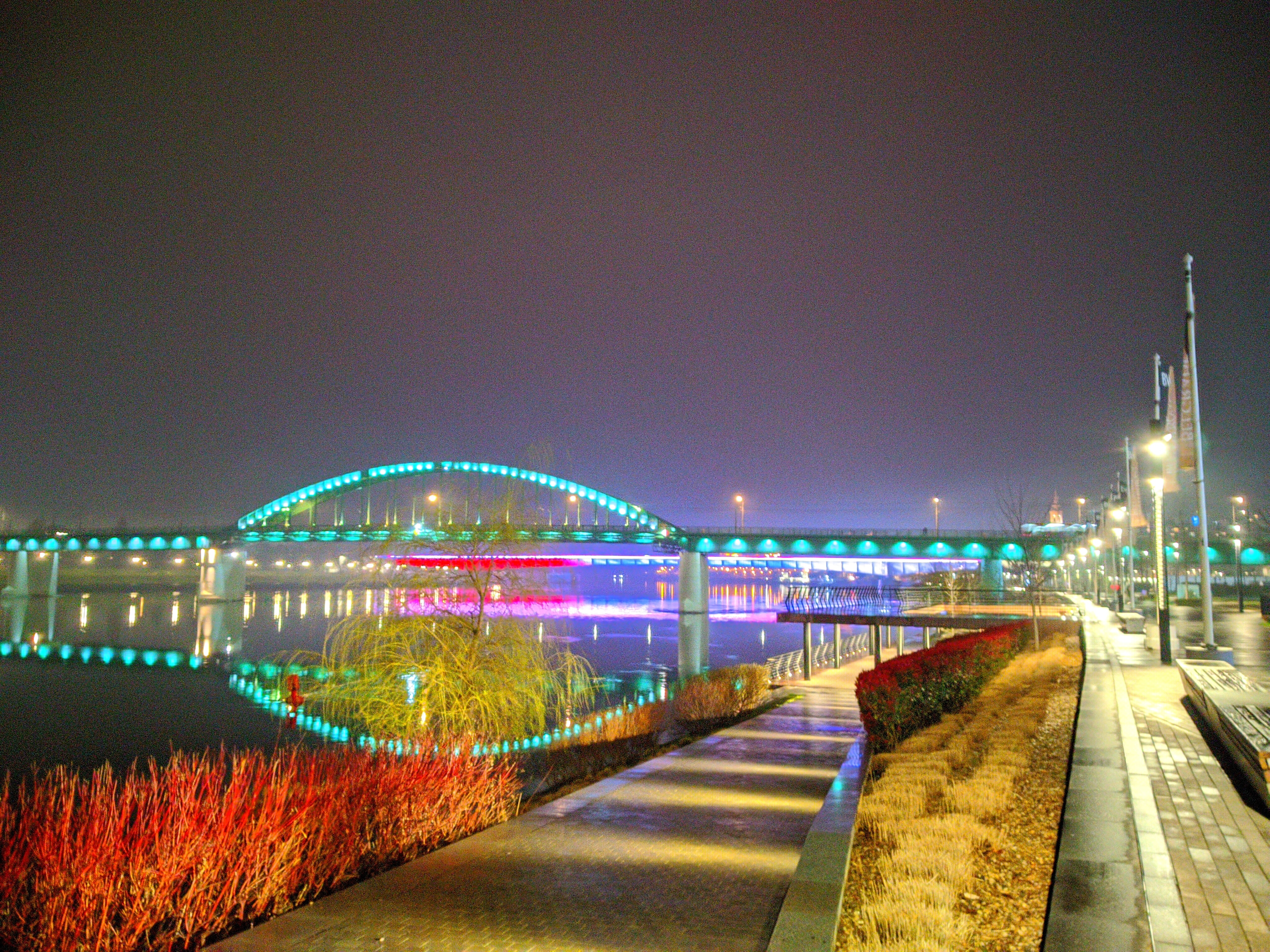
Мост ночью, 2021 год
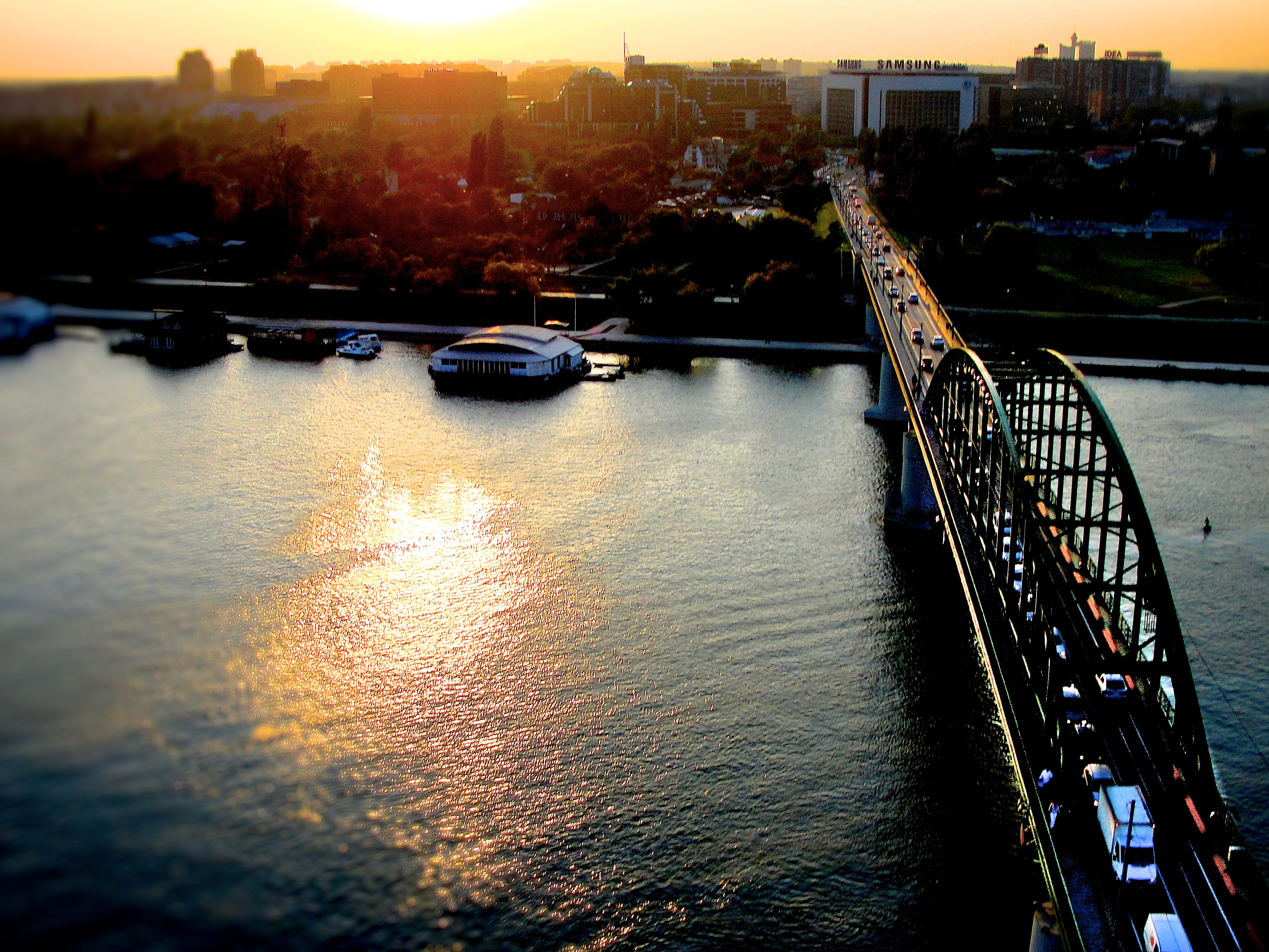
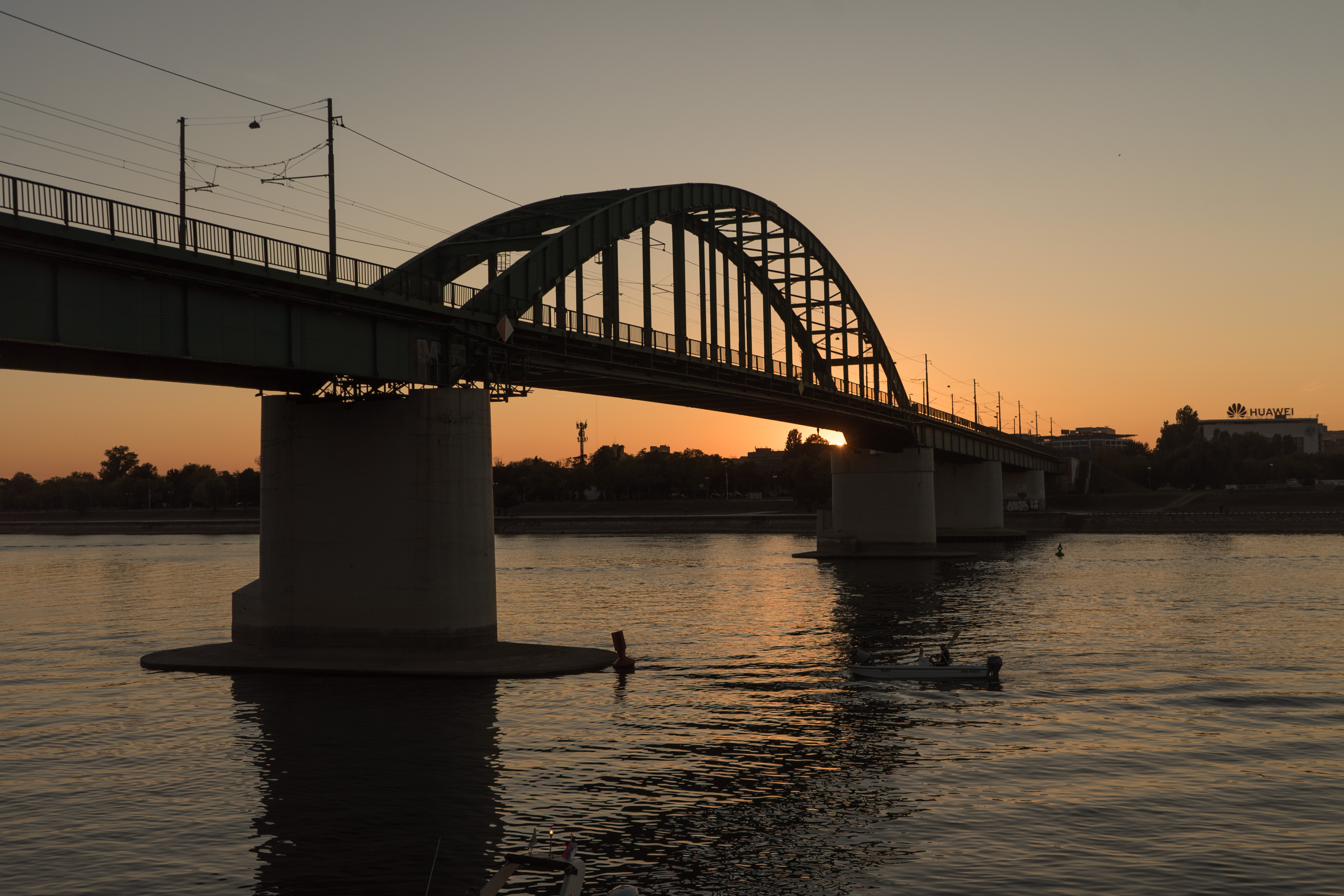
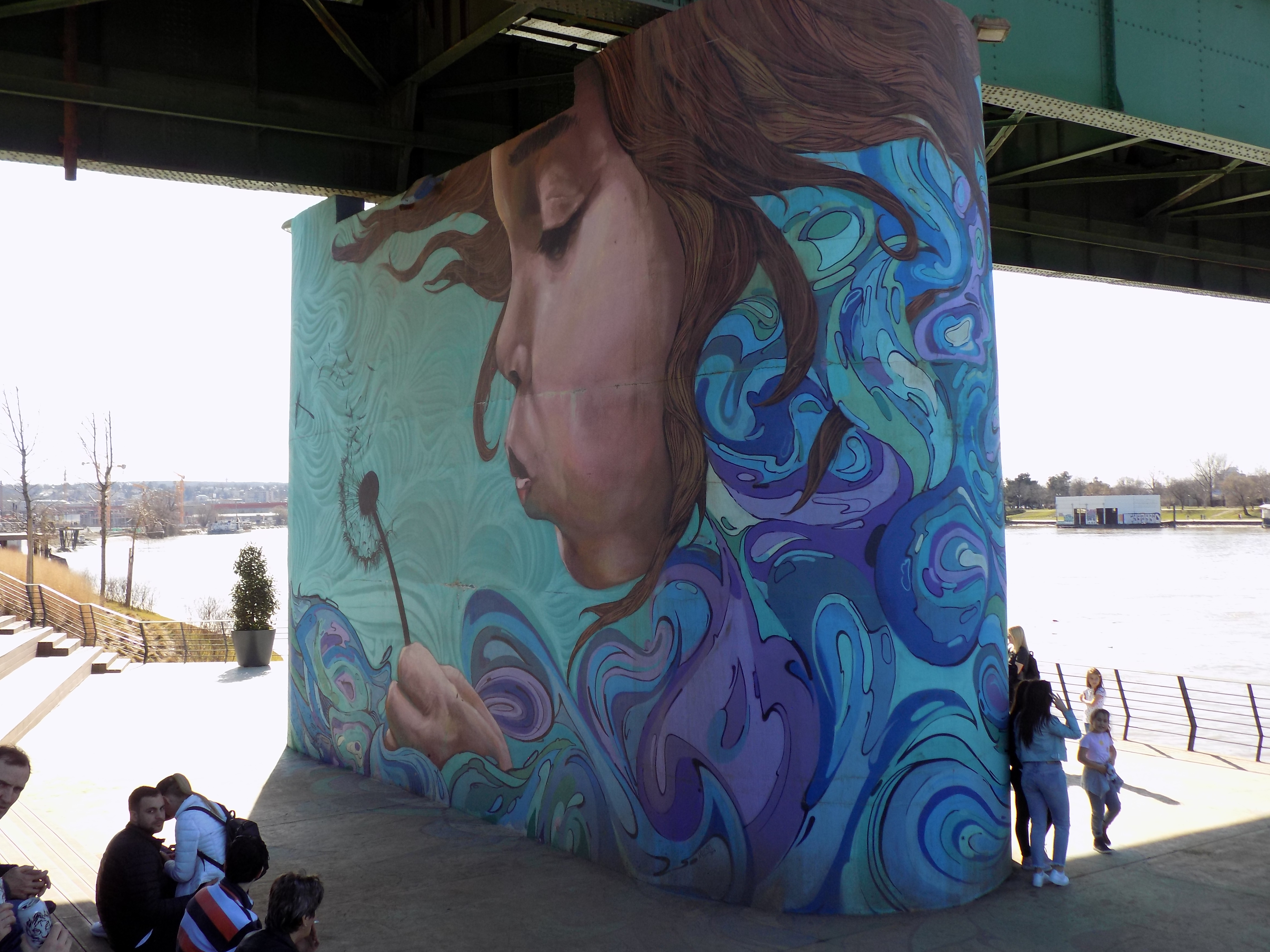
Мурал «Загадай желание» на опоре моста
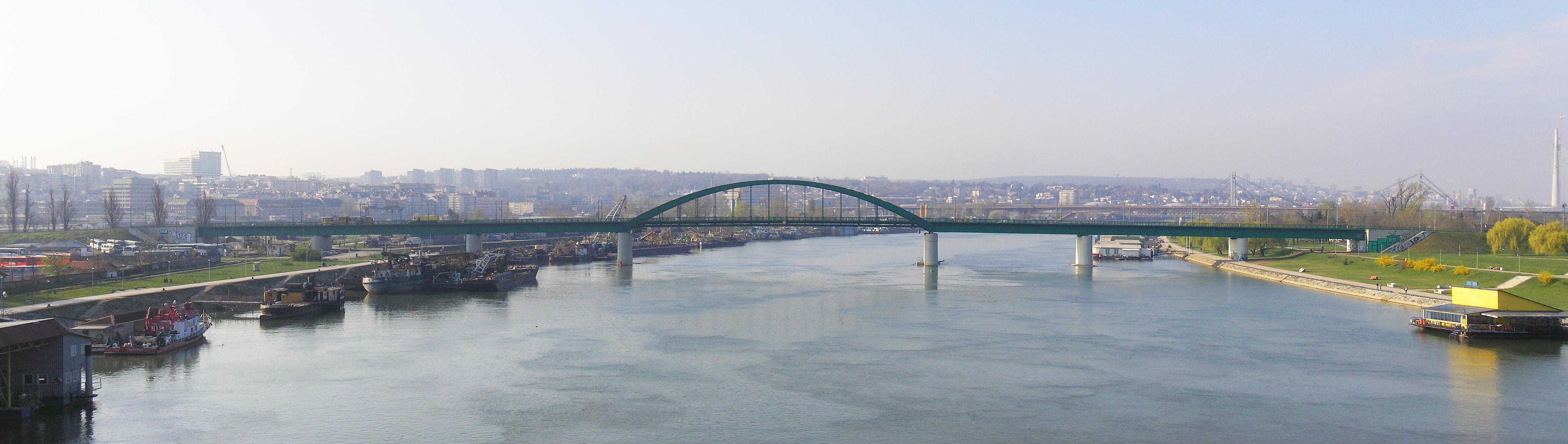
Вид с Бранкова моста
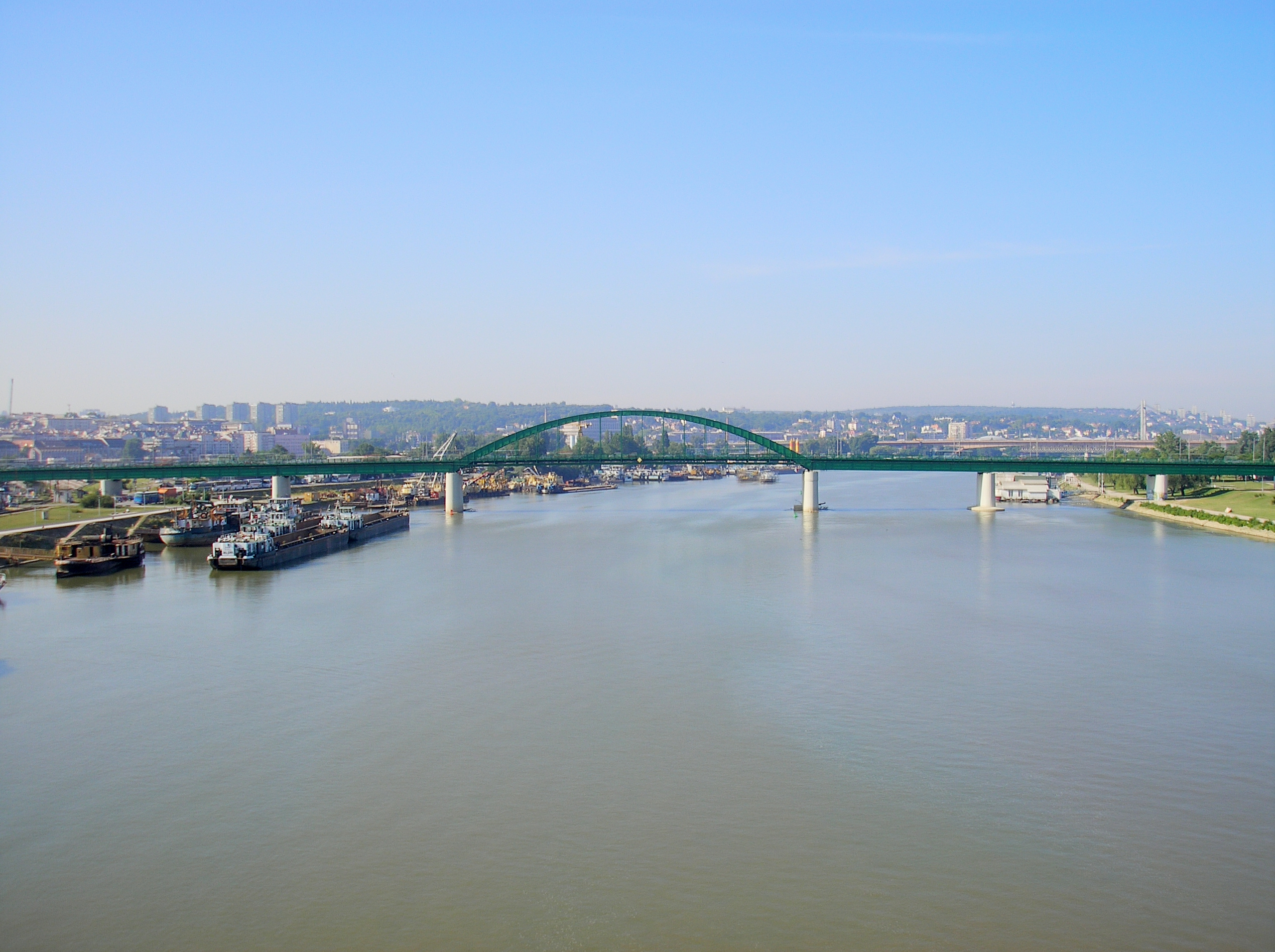
Вид с Бранкова моста